# Őrmező
Őrmező ([ˈøːɾmɛzøː], en allemand Landstrasse) est un quartier de Budapest, situé dans le 11e arrondissement, entre la route vers le lac Balaton et les voies de chemin de fer en provenance de la gare de Kelenföld.